# Santa Anita, Jalisco
Santa Anita är en ort i Mexiko.   Den ligger i kommunen San Pedro Tlaquepaque och delstaten Jalisco, i den centrala delen av landet, 500 km väster om huvudstaden Mexico City. Santa Anita ligger 1 578 meter över havet och antalet invånare är 13 515.
Terrängen runt Santa Anita är kuperad åt nordväst, men åt sydost är den platt. Runt Santa Anita är det mycket tätbefolkat, med 6 472 invånare per kvadratkilometer. Närmaste större samhälle är Guadalajara, 14,0 km norr om Santa Anita. Trakten runt Santa Anita består till största delen av jordbruksmark.